# Fishhook
Fishhook és una concentració de població designada pel cens dels Estats Units a l'estat d'Alaska. Segons el cens del 2000 tenia 2.030 habitants.

## Demografia
Segons el cens del 2000, Fishhook tenia 2.030 habitants, 663 habitatges, i 509 famílies La densitat de població era de 8,9 habitants/km².
Dels 663 habitatges en un 45,4% hi vivien nens de menys de 18 anys, en un 64,1% hi vivien parelles casades, en un 6,2% dones solteres, i en un 23,2% no eren unitats familiars. En el 17% dels habitatges hi vivien persones soles el 2,6% de les quals corresponia a persones de 65 anys o més que vivien soles. El nombre mitjà de persones vivint en cada habitatge era de 3,04 i el nombre mitjà de persones que vivien en cada família era de 3,44.
Per edats la població es repartia de la següent manera: un 34% tenia menys de 18 anys, un 8,1% entre 18 i 24, un 32,7% entre 25 i 44, un 21,5% de 45 a 60 i un 3,7% 65 anys o més.
L'edat mediana era de 33 anys. Per cada 100 dones hi havia 108,6 homes. Per cada 100 dones de 18 o més anys hi havia 114,4 homes.
La renda mediana per habitatge era de 55.179 $ i la renda mediana per família de 57.857 $. Els homes tenien una renda mediana de 46.417 $ mentre que les dones 25.865 $. La renda per capita de la població era de 20.042 $. Aproximadament el 7,3% de les famílies i el 8,5% de la població estaven per davall del llindar de pobresa.

## Poblacions més properes
El següent diagrama mostra les poblacions més properes.